# 7,62×51mm NAVO

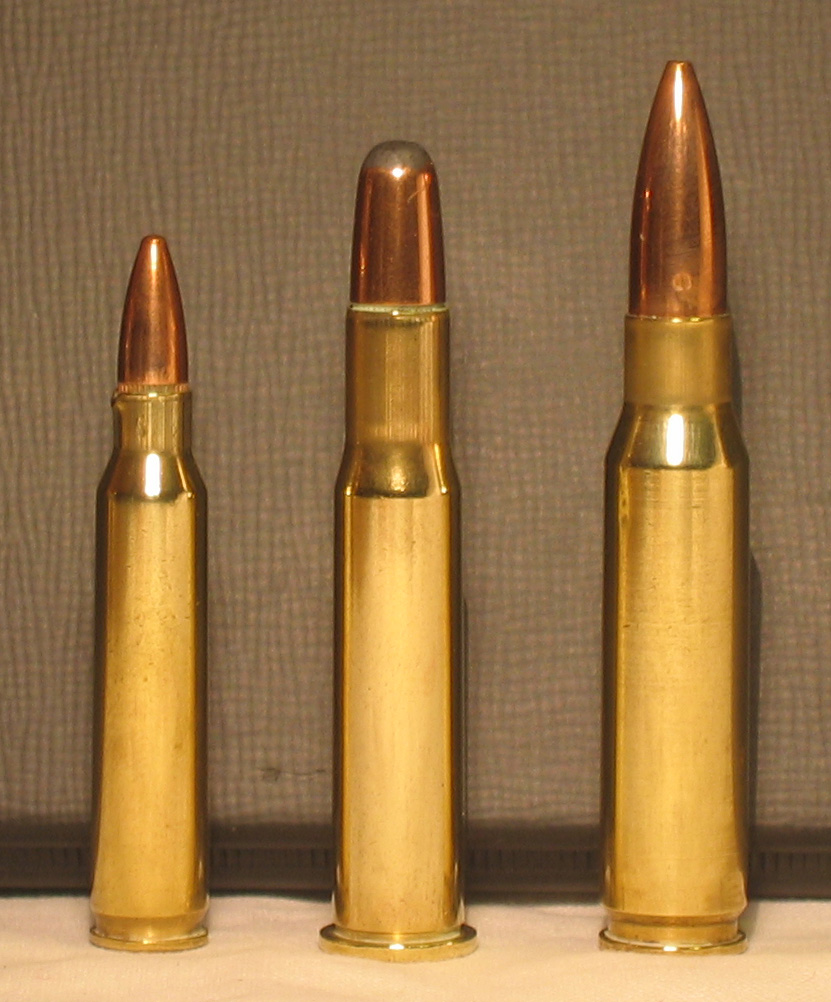
7,62×51mm NAVO (rechts) naast een .30-30 Winchester (centrum) en 5,56×45mm NAVO (links)

De  7,62×51mm NAVO  is een geweerpatroon ontwikkeld in de jaren 40 en 50 van de twintigste eeuw als een standaard voor lichte wapens in NAVO-lidstaten. De specificaties voor de 7,62×51mm NAVO zijn niet identiek aan die van de civiele .308 Winchester, hoewel zij veilig onderling verwisselbaar zijn.

## Geschiedenis
De 7,62×51mm NAVO werd in het leger geïntroduceerd voor gebruik in geweren en machinegeweren. Het werd geïntroduceerd in het leger van de Verenigde Staten voor gebruik in het M14 infanteriewapen en het M60 machinegeweer aan het einde van de jaren 50. De FAL van FN groeide uit tot het meest populaire wapen wereldwijd dat gebruikmaakt van de 7,62×51mm en werd volop gebruikt tot de vroege jaren 80. De M14 van het Amerikaanse leger werd vervangen door de M16, die het lichtere kaliber 5,56×45mm NAVO gebruikt. Toch blijft de 7,62×51mm NAVO populair voor gebruik door scherpschutters en in machinegeweren. Deze patroon wordt zowel gebruikt door de infanterie als in gemonteerde wapens op voertuigen, vliegtuigen en schepen.